# 上久保誠人
上久保 誠人（かみくぼ まさと、1968年5月30日 - ）は、日本の政治学者。
立命館大学政策科学部教授。イギリス・ウォーリック大学よりPh.D.。専門は政策科学、政治学、国際政治経済学、現代日本政治論。

## 人物
愛媛県大洲市生まれ。愛媛県立大洲高等学校、早稲田大学第一文学部哲学科卒業。伊藤忠商事勤務ののち、英国・ウォーリック大学大学院政治・国際学研究科修了。立教大学法学部兼任講師、早稲田大学国際教養学部非常勤講師、早稲田大学グローバルCOE客員助教などを経て、2010年より立命館大政策科学部准教授。2015年より立命館大学政策科学部教授、2016～17年度、立命館大学地域情報研究所所長。

## 業績

### 著書
- 『逆説の地政学：「常識」と「非常識」が逆転した国際政治を、英国が真ん中の世界地図で読み解く』（晃洋書房, 2018).

### 連載
- 『上久保誠人のクリティカル・アナリティクス』（ダイヤモンド・オンライン）
- 『政局LIVEアナリティクス』（ダイヤモンド・オンライン）

### 論文
- (Ayaka Miyakeと共著）"Creation of a Circulatory Energy and Welfare Regional Network and Avoidance of Conflict: the Case of Russia's Sakhalin Oblast" Journal of Policy Science Vol. 11 (2017), pp23-35.
- (三宅綾香と共著)「エネルギーと福祉の循環型ネットワーク形成と紛争回-ロシア・サハリン州を事例として－」『地域情報研究』第6号（2017)：25-25頁。
- 「『安全保障法制』の政策立案過程－リベラルが進める日本の安全保障政策－」『政策科学』(24巻4号)(2017):111-125頁。
- "The Possibility of Reform to Japan’s Upper House Requires Amendments to the Constitution" A Collection of Papers, "Japan and Canada in Comparative Perspective: Economics and Politics; Regions, Places and People", (2016)
- "Japan's Political Parties and Changes in Welfare Policies" Journal of Policy Science, No. 7 (2013)
- "'Virus War': The Competition between International Research Networks Combating Infectious Diseases in the Asian Region" Japanese Studies Journal  Vol. 29 (2012)
- "'Internationalisation of Yen' or 'Internationalisation of Yuan': Policy Science of Domestic Decision-making Processes for Asian Monetary Cooperation"『政策科学』(第19巻第3号)(2012)
- 「タイの地方分権における政治参加の拡大と「新自由主義」「足るを知る経済」の競合：ラヨーン県を事例として」『政策科学』(第19巻第1号)(2012)
- "Book Review Essay: Mireya Solis, Barbara Stalling, and Saori N. Katada, eds., Competitive Regionalism: FTA Diffusion in the Pacific Rim, New York: Palgrave Macmillan, 2009." Asian Regional Integration Review Vo. 2 (2010)
- "Leadership from the Prime Minister's Office and Diplomatic Policy toward Asia under the Koizumi Administration" Journal of Asia-Pacific StudiesNo. 14, 57-70(2010)
- 「小泉政権期における首相官邸主導体制とアジア政策」『次世代アジア論集』No. 2(2009)
- 「官僚の行動と政策変化：1990年代の大蔵省機構改革を事例として」『日本政治研究』(第5巻第1・2合併号)(2008)
- "Bureaucratic Behaviour and Policy Change in Japan" electric journal of contemporary japanese studiesVolume 3, Issue 1(2003)

### 単行本所収論文
- 「選挙とやらせと財政再建：英国・キャメロン政権と安倍政権の比較」宮脇昇他編『やらせの政治経済学：情報の不完備性と政治的演出』（ミネルヴァ書房, 2017年）.
- "Rethinking of decetralization as a central political issue: A case of Rayong in Thailand" in Hiroshi Murayama ed., The New Paradm of Policy Development in Thailand: What is conceived and how is it embodied in Rayong case? (Thammasat University Printing House, 2011): 19-37.
- ”Kanthoptuan Ruang Kankrajai Amnad nai Thana Pradenlak Thangkanmuang: Korani Suksa Khong Changwat Rayong Prathet Thai” in Hiroshi Murayama ed., Krabuanthatmai Khong Kanpattana Nayobai nai Prathet Thai - Jak Sing thi Rubruu lae Sing thi Prakod nai Korani Changwat Rayong -(Thammasat University Printing House, 2011)

### 翻訳
- ヴィニョード・K. アガワルら『FTAの政治経済分析―アジア太平洋地域の二国間貿易主義』(文眞堂、2010年)
- 「英国労働党ポスト『第3の道』の模索：コンパス（Compass）結成宣言（前・後編）」『生活経済研究』112・113号（2006年）

### 新聞・雑誌記事
- 「アクセス：森友疑惑　首相「丁寧」の次は「真摯」：謝罪、国会招致なし」『毎日新聞』(2017年12月2日朝刊)
- "PacNet #84 - Opposition collapse: opportunity for rationality?"Center for Strategic and International Studies (CSIS)(2017年11月14日)
- 「上久保诚人‧走向真正两大政党制的第一步」『星州日報』（2017年11月8日）
- 「枝野新党にもぐり込んだ「筋を通さない偽リベラル」の正体」『iRONNA』(2017年10月26日）
- 「籠池夫妻を「捨て身の行動」に走らせた引き金は何だったか」『iRONNA』(2017年7月28日）
- 「粛々と成立　改憲も視野」『京都新聞』(2017年6月10日朝刊）
- "PacNet #18 - Sharing the wealth to melt the ice: Japan and Russia" Center for Strategic and International Studies (CSIS)(2017年2月21日)
- 「政治学者10人が「酉の目」予測」『日本経済新聞』(2017年1月8日朝刊）
- 「日露首脳会談：「経済」先行、一定の評価」『京都新聞』（2016年12月16日朝刊）
- "”Tomoni Inada: Japan’s prime minister in waiting”  Financial Times(2016年9月8日)
- 「特集ワイド　代表選中ですが、民進党にもの申す　このままでは万年野党の道か」『毎日新聞』（2016年9月6日東京夕刊）
- 「天皇陛下　お気持ち表明　安保、改憲の動き懸念か」『京都新聞』（2016年8月9日朝刊）
- "PacNet #49 - Japan's too-frequent elections: barrier to fiscal reconstruction and structural reform?" Center for Strategic and International Studies (CSIS)(2016年6月8日)
- 「曲折の先に(下）いつか来た道回避目指した再編頓挫…産業構造転換の試金石」『産経新聞』（2016年2月27日）
- "PacNet #78 - Japan’s new security legislation and parliamentary democracy" Center for Strategic and International Studies (CSIS)(2015年11月10日)
- 「公明党が自衛隊の活動範囲を広げてきた：中道左派政党が安保政策を左右」『週刊東洋経済』(2015年9月26日号)
- 「対話姿勢　念頭になく」『京都新聞』（2015年7月16日）
- 「「安保法制」を考える視点」『潮』(2015年7月号)
- 「AIIBがもたらす『中国バブル』の空騒ぎ」『週刊SPA！』（2015年6月2日号）
- 「（こちら特捜部）理念の建前は政界に必要では」『東京新聞』（2013年4月3日朝刊）
- 「特集　鎖国230年　開国1年　グローバル・タケダの苦悩　Part 3　世界に挑む人材　エセ・グローバルでは勝てない」『日経ビジネス』（2015年3月2日号　No. 1781）
- 「日大学教授：安倍把财政恶化的责任推卸给国民」『環球網』（2014年12月25日）
- 「土曜評論：秘密法とジャーナリズム」『京都新聞』(2014年1月25日朝刊）
- 「特定秘密法に思う　ひるむなジャーナリズム：国民も民主主義に覚悟を」『愛媛新聞』(2014年1月15日朝刊）
- 「堺市長選に大敗！　大阪市民にも飽きられた　橋下・維新は崩壊寸前！？」『週刊プレイボーイ』(No. 42　2013年10月21日号）
- 「争点総点検：参院の在り方」『京都新聞』（2013年7月19日朝刊）
- 「改憲派も憂う『９６条改正』」『AERA』（2013年7月1日号）
- 「（こちら特捜部）誤った歴史・国際感覚、海外に波紋広がる」『東京新聞』（2013年5月28日朝刊）
- 「地味だが安定政権化も」『京都新聞』(2010年9月18日朝刊）
- 「日本の大閨閥：戦後の首相32人のうち17人がこの"閨閥"から出ている」『週刊朝日』（2010年9月10日増大号）
- 「『世襲』総理を育んだ自民党長期政権」『中央公論』(2009年8月号)
- 「小泉総理は世界標準：イギリス市民の小泉絶賛を体感した留学生の視点」『Voice』(2006年8月号)

### TV・ラジオ出演
- 「ニュースピックアップ」『インサイドSUNDAY』（電話生出演）（RKB毎日放送ラジオ局）（2017年5月28日）
- 『FLAG7』（スカイプ・電話生出演）（フジテレビオンデマンド：ホウドウキョク24） （2017年4月11日、2017年4月20日、2017年4月25日、2017年5月9日、2017年5月29日、2017年6月30日、2017年7月1日、2017年7月6日、2017年7月18日、2017年7月25日、2017年7月31日）
- 『あしたのコンパス』（電話生出演）（フジテレビオンデマンド：ホウドウキョク24） （2016年2月25日、2016年3月14日、2016年7月22日、2017年2月28日、2017年3月6日、2017年3月14日、2017年3月20日、2017年3月27日）
- 『新報道2001』（録画）（フジテレビ）（2010年2月14日、2016年6月26日）
- 『新・情報７daysニュースキャスター』（録画）（TBS）（2016年6月25日）
- 「参議院は必要か」『夕刊７』（録画）（テレビ大阪）（2013年７月3日）
- 『BSフジLIVE　プライムニュース』（生出演）（BSフジ）（2011年11月7日）
- 『KONICA MINOLTA MORNING VISION』（電話生出演）（J-WAVE）（2010年3月10日、2010年4月27日）